# Ormosia mitchellensis
Ormosia mitchellensis är en tvåvingeart som beskrevs av Alexander 1941. Ormosia mitchellensis ingår i släktet Ormosia och familjen småharkrankar. Inga underarter finns listade i Catalogue of Life.